# Nikolai Nikolajewitsch Sapunow

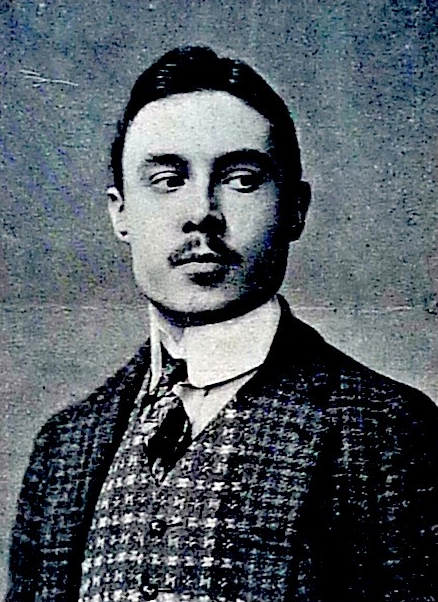
Nikolai Nikolajewitsch Sapunow

Nikolai Nikolajewitsch Sapunow (russisch Николай Николаевич Сапунов; * 17. Dezemberjul. / 29. Dezember 1880greg. in Moskau; † 11. Junijul. / 24. Juni 1912greg. in Terijoki) war ein russischer Maler und Bühnenbildner.

## Leben
Sapunow studierte an der Moskauer Hochschule für Malerei, Bildhauerei und Architektur (MUSchWS) bei Konstantin Korowin, Isaak Lewitan und Walentin Serow (1893–1904) und ab 1904 in St. Petersburg an der Kaiserlichen Akademie der Künste bei Alexander Kisseljow bis zu dessen Tod 1911. 1902 hatte Sapunow Italien besucht.

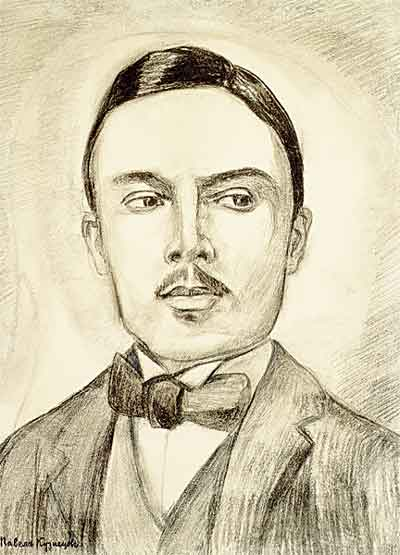
Nikolai Nikolajewitsch Sapunow (P. W. Kusnezow, 1914/1915, Tretjakow-Galerie)

Sapunow stellte seine ersten Arbeiten 1904 auf der Ausstellung Rote Rose aus, die die einzige Ausstellung der gleichnamigen Künstlergruppe aus Studenten der MUSchWS war. Geführt wurde die Gruppe von den Saratowern Pawel Kusnezow und Pjotr Utkin. An der Ausstellung nahmen auch Anatoli Arapow, Martiros Sarjan und Sergei Sudeikin teil. Als Ehrenteilnehmer waren Michail Wrubel und Boris Borissow-Mussatow eingeladen. Später war Sapunow Mitglied der Künstlervereinigungen Blaue Rose, Wenok-Stefanos, Mir Iskusstwa und der Moskauer Genossenschaft der Künstler, die ihre eigenen Ausstellunge durchführten.
Sapunow arbeitete als Bühnenbildner in Moskau und St. Petersburg. Bekannt wurde er 1904 durch sein Majolika-Mosaik auf der Attika des von Iwan Maschkow gebauten einzigartigen Sokol-Wohnhauses Marija Wladimirowna Sokols am Moskauer Kusnezki Most im Jugendstil der Wiener Secession mit Einflüssen Otto Wagners. Der über den Wellen fliegende Sturmvogel des Mosaiks wurde zum einen mit einem Zitat Maxim Gorkis in Zusammenhang gebracht und zum anderen mit der Möwe des im selben Jahr von Fjodor Schechtel fertiggestellten Moskauer Kunsttheaters. Als Theaterkünstler wurde Sapunow 1906 bekannt durch die Aufführung des Stücks Balagantschik nach Motiven Alexander Bloks.
1910–1911 waren Sapunow, Michail Kusmin und Wsewolod Meyerhold die künstlerischen Leiter des Hauses des Zwischenspiels, eines Theaters der kleinen Formen in der Derwies-Villa in der St. Petersburger Galernaja Uliza (Galeerenstraße).
Im Sommer 1912 baute die Schauspielerin Ljubow Blok, Tochter Dmitri Mendelejews und Frau Alexander Bloks, mit einer Gruppe von Künstlern, zu der auch Kusmin und Sapunow gehörten, in Terijoki ein Theater auf. Für eine spontane Bootsfahrt auf dem Meer bestieg die Gruppe ein zu kleines Boot, wie Kusmin in seinem Tagebuch beschrieb. Durch falsche Bewegungen geriet das Boot ins Schwanken und kenterte, wobei Sapunin ertrank, während die anderen noch gerettet werden konnten. Einige Monate nach Sapunows Tod fand die von ihm inszenierte Uraufführung der Prinzessin Turandot Carlo Gozzis statt. Diese Inszenierung war der Vorläufer der Inszenierung Jewgeni Wachtangows 1922.

## Werke

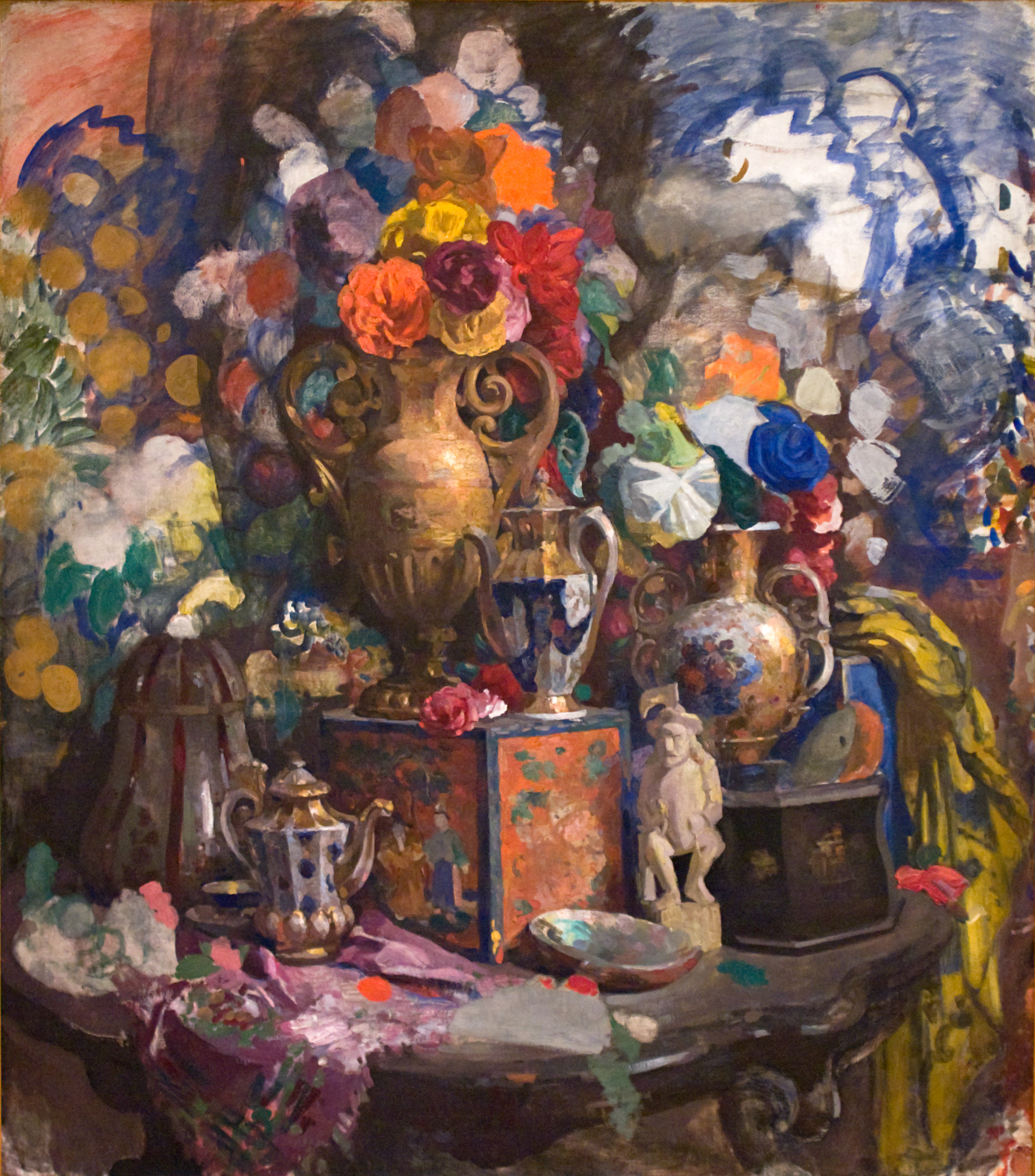
Blüten und Porzellan (1904, Russisches Museum)
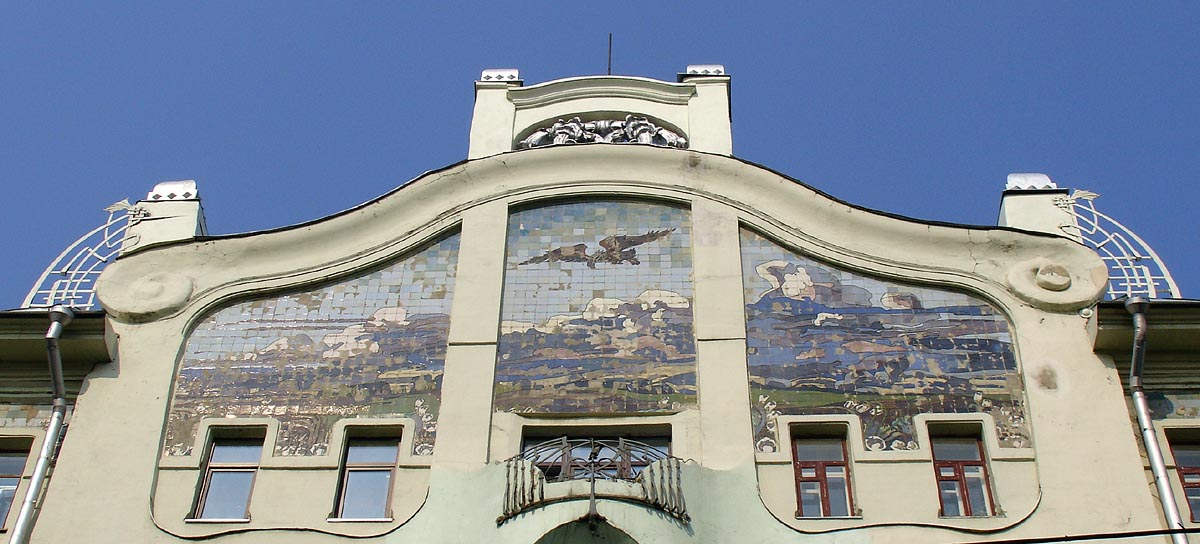
Mosaik auf der Attika des Sokol-Wohnhauses (1903–1904), Kusnezki Most 3, Moskau
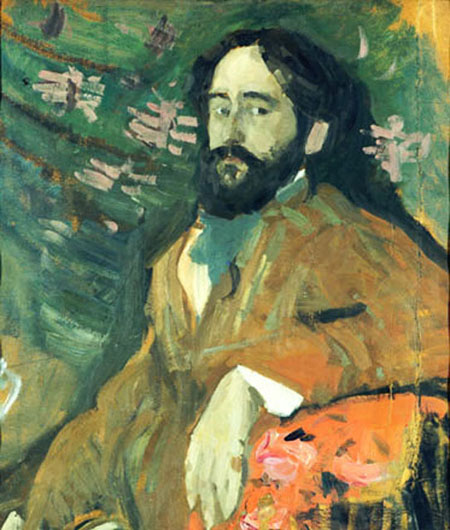
N. D. Miliot (1908)
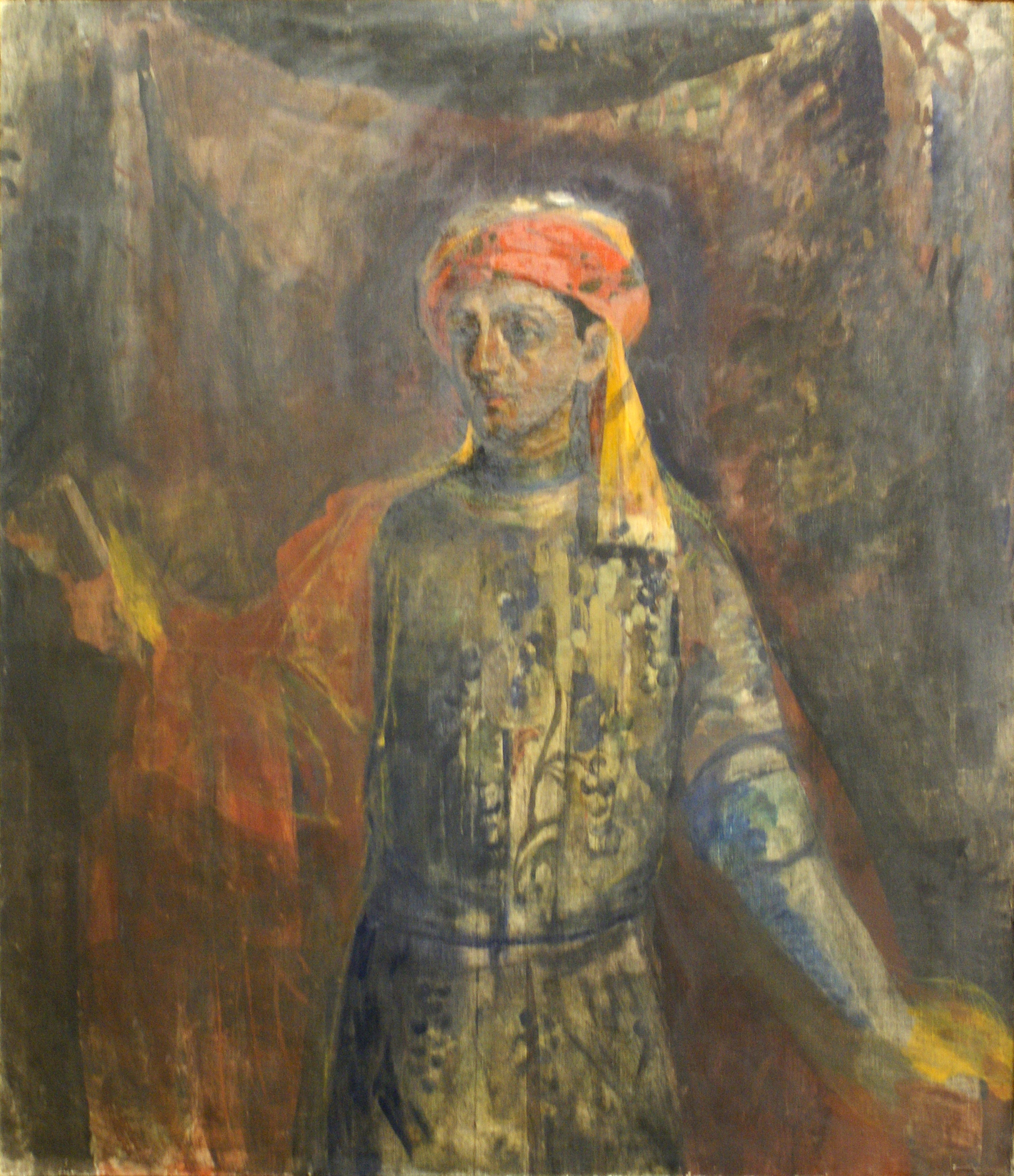
M. A. Kusmin (1911)
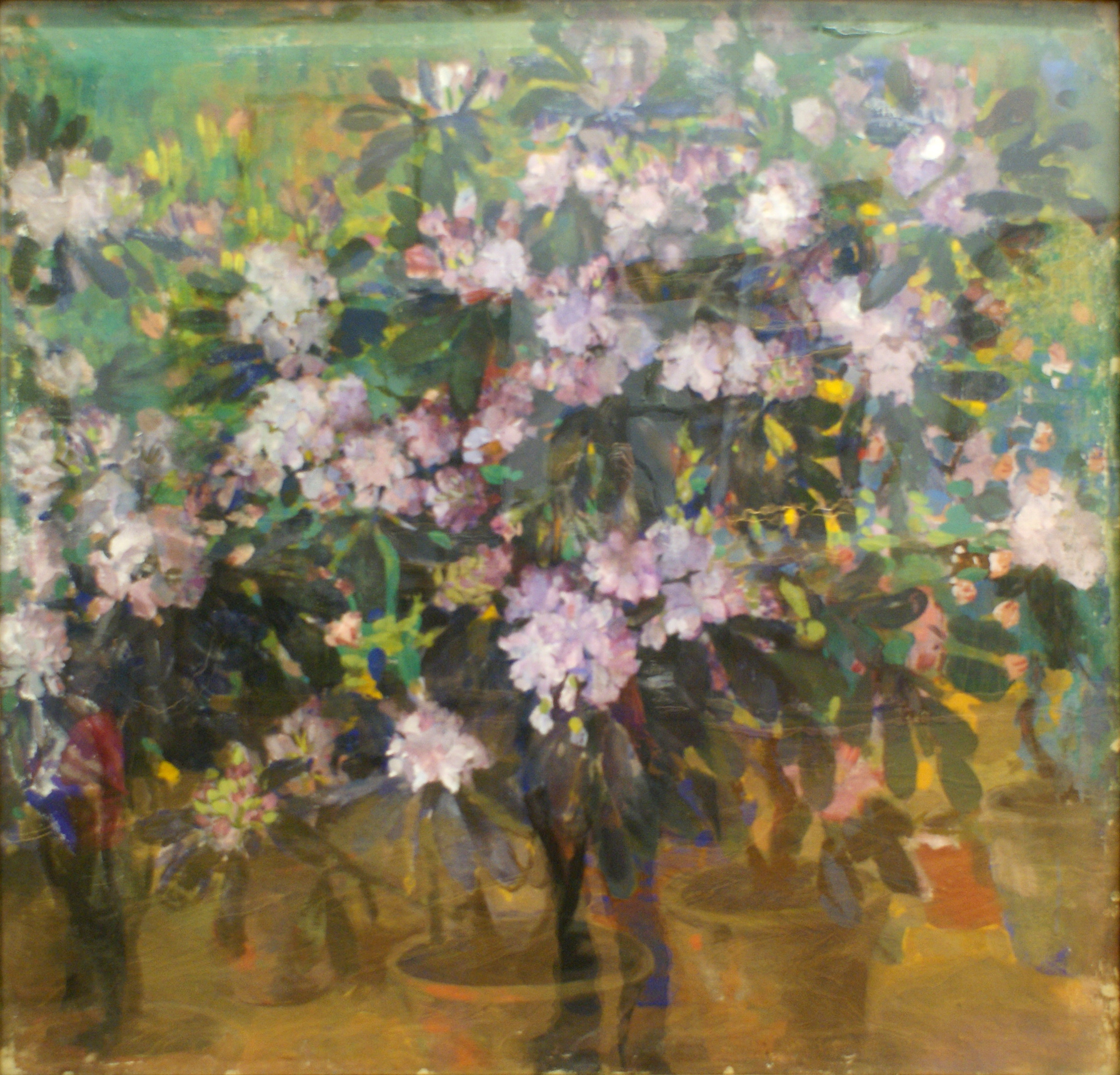
Rhododendren (1911)
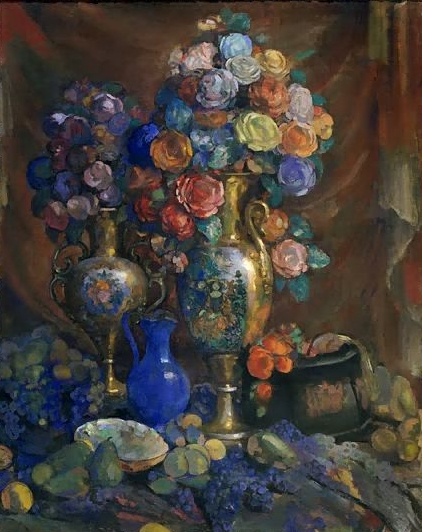
Vasen, Blüten, Früchte (1912, Tretjakow-Galerie)